# Yelizabeta Sandunova
Elizabeth Sandunova (1772/6-Moscú, 3 de diciembre de 1826) fue una actriz de teatro rusa y mezzosoprano operística.

## Carrera artística
Fue estudiante de ópera con Giovanni Paisiello y de actuación con Iván Dmitrevski en San Petersburgo. Debutó en 1790, y tuvo un gran éxito por su maravillosa voz y su talento en la escena.
En 1791 se casó con Sila Sandunov en la capilla real con la presencia de Catalina la Grande. Entre 1794 y 1812 estuvo en Moscú donde tuvo gran éxito con una ópera patriótica sobre la guerra de 1812.